# Braço
Popularmente, o termo braço é utilizado como sinônimo da extremidade superior ou membro superior do homem. No entanto, em anatomia, chama-se braço à porção proximal do membro superior, formada pelo úmero, que articula, no ombro, com a escápula (ou omoplata) e, no cotovelo, com a ulna e o rádio, que formam o antebraço. O termo latino brachium pode se referir tanto ao braço como um todo, como a região superior por si só.

## Musculatura
O braço possui quatro músculos que se encontram no mesmo compartimento fascial que, no tórax, cobre o deltoide e o peitoral maior:
- O coracobraquial, que liga o úmero à apófise coracoide da omoplata, no ombro;
- O braquial, que faz a ligação com o cúbito, no cotovelo;
- O bíceps braquial é o grande músculo da parte anterior do braço e tem aquele nome por possuir duas “cabeças” (ou partes iniciais), uma ligando igualmente à apófise coracoide e a outra à cavidade glenoide da omoplata;
- O tríceps braquial é o músculo da parte posterior do braço e tem aquele nome por possuir três “cabeças”; é responsável pelo movimento longitudinal do cotovelo.

Dos lados do bíceps existem duas concavidades, na interna das quais se encontra a artéria braquial e o nervo médio do braço.

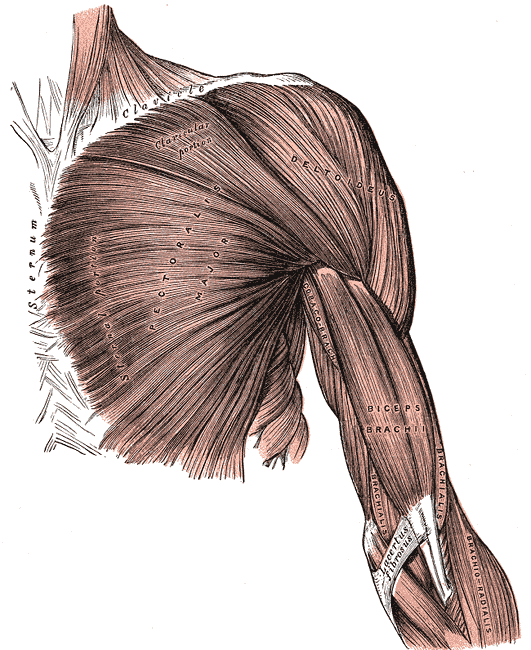
Músculos frontais superficiais do braço
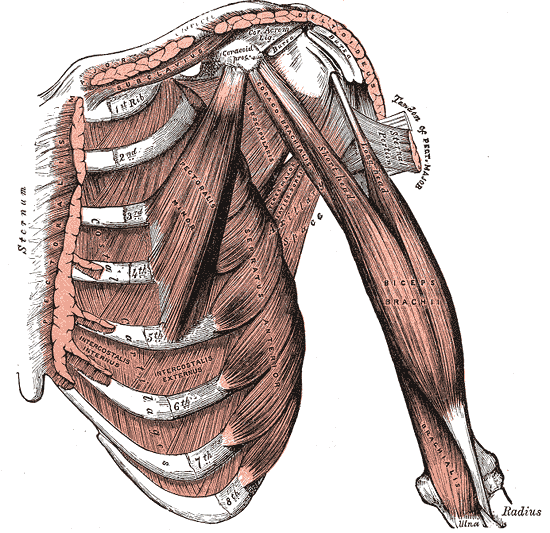
Músculos frontais profundos do braço
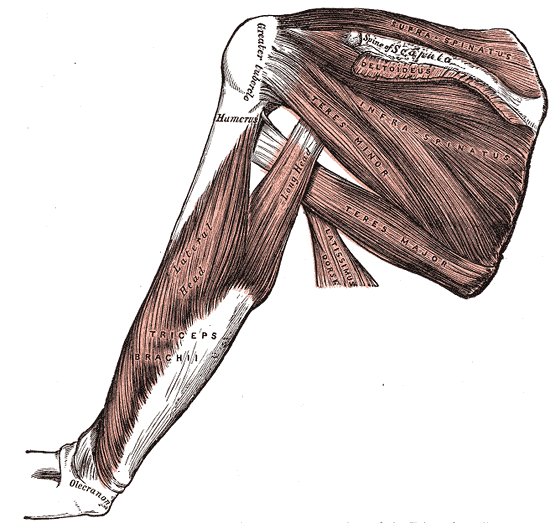
Músculos posteriores do braço